# ألان جوبيه
ألان جوبيه  (بالفرنسية: Alain Juppé) ولد في 15 أغسطس 1945 في مون دو مارسون (لاند)، هو سياسي ورجل دولة فرنسي، شغل عدة مناصب سياسية وكان رئيس الوزراء الفرنسي بين 1995 و1997. ينتمي جوبيه لحزب الجمهوريون، بينما توجهاته تعتبر يمينية معتدلة.
جوبيه هو خريج المدرسة الوطنية للإدارة، أصبح إثرها مفتش مالي. سياسيا، كان ألان جوبيه معاونا لجاك شيراك منذ 1976، وكان نائبه في منصب عمدة باريس لمدة 12 سنة، ترشح بعدها ليصبح عمدة بوردو بين 1995 و2004، ثم منذ 2006.

على المستوى الوطني، كان وزيرا للمالية بين 1986 و1988، ثم وزيرا للخارجية بين 1993 و1995. عين بعدها رئيسا للوزراء في بداية ولاية الرئيس جاك شيراك في 1995 وغادر المنصب في 1997 بعد أن خسر اليمين الانتخابات التشريعية في نفس السنة. بالتزامن مع ذلك، ترأس حزب تجمع من أجل الجمهورية الذي أصبح الاتحاد من أجل حركة شعبية الذي ترأسه أيضا.

في 2007، عين وزيرا للبيئة بعد وصول نيكولا ساركوزي للرئاسة وبقي شهر في هذا المنصب قبل أن يستقيل. عاد في 2010 أين أصبح وزيرا للدفاع، ثم بين 2011 و2012 عين وزيرا للخارجية. 

في 2016، ترشح للانتخابات التمهيدية لليمين والوسط لاختيار مرشحهم (أساسا الجمهوريون) للانتخابات الرئاسية 2017، ولكنه خسر في الدور الثاني أمام فرانسوا فيون.

## السيرة الذاتية
كان كاثوليكيًا متدينًا، وقد أعطته والدته تعليمًا دينيًا (كان فتى مذبحًا) بينما لم يكن والده ملتزمًا أو مؤمنًا.  في مذكراته، تاريخ فرنسي (2023)، كتب أنه في سن السابعة أو الثامنة، أراد "الترشح لعرش القديس بطرس"7.  لكن في عام 2015، عرّف آلان جوبيه نفسه بأنه "كاثوليكي لا أدري".

### الأصل والدراسات
التحق بالصف السادس في سن التاسعة، وأكمل دراسته الثانوية في مدرسة فيكتور دوروي الثانوية في مونت دي مارسان.  في هذا الوقت، كتب قصائد نُشرت في Le Grelot تحت الاسم المستعار بيير أودالوت8.  واجتاز الامتحانات التنافسية العامة، وتمت مكافأته في اللغتين اليونانية القديمة واللاتينية، ثم حصل على البكالوريا عام 1962 وهو في السادسة عشرة من عمره.
التحق بالفصل الإعدادي الأدبي في مدرسة لويس لو جراند الثانوية في باريس، وفي عام 1964 انضم إلى المدرسة العليا للأساتذة في شارع أولم 9 واجتاز تجميع الكلاسيكيات في عام 1967. وتم تعيينه كمدرس في المدرسة الثانوية -دي-سايلي10.
تخرج من معهد باريس للدراسات السياسية (قسم الخدمة العامة) عام 1968-11.
من عام 1969 إلى عام 1970، أدى خدمته العسكرية، أولاً في ثكنات بالارد في باريس، ثم في قاعدة إيفرو الجوية، ثم في مونت دي مارسان.
ثم درس في المدرسة الوطنية للإدارة من 1970 إلى 1972. وكان من أبناء طبقة “شارل ديغول”، وكان من أبرز المؤيدين لهذا الاسم تخليداً لذكرى الجنرال الذي توفي قبل شهرين، فيما كثيرون من أراد زملاؤه "الثمانية والستون" بقيادة جيروم كليمان تعميدها تكريمًا لكومونة باريس بمناسبة الذكرى المئوية لتأسيسها[12،13].  لقد ترك ENA في مرتبة جيدة جدًا: الخامس من أصل 72، مما سمح له بدخول هيئة المفتشين الماليين المرموقة (مثل، على سبيل المثال، ميشيل روكار قبله).

### العائلة
في 30 يونيو 1965، تزوج من كريستين ليبلوند، أستاذة الكلاسيكيات، التي أصبحت فيما بعد مفتشًا عامًا للتربية الوطنية، وأنجبا طفلين: لوران، المولود عام 1967، منتج سمعي بصري، وماريون، المولود عام 1973، طبيب.
بعد الطلاق من زوجته الأولى كريستين ليبلوند، تزوج آلان جوبيه زوجته الثانية الصحفية والروائية، إيزابيل ليجراند بودين، في 29 أبريل 1993م، وأنجب منها ابنة، كلارا، من مواليد 1995/1/6، وهي طالبة في HEC17.

## تفاصيل الولايات الانتخابية والمناصب

### مناصب محلية انتخابية
المجلس البلدي
- 14 مارس 1983 - 19 مارس 1989: عضو مجلس باريس، نائب عمدة باريس.
- 20 مارس 1989 - 18 يونيو 1995: عضو مجلس باريس، نائب عمدة باريس.
- 19 يونيو 1995 - 2 ديسمبر 2004: عمدة بوردو (استقال).
- منذ 13 أكتوبر 2006: عمدة بوردو.

المجمتع الحضري
- 19 يونيو 1995 - 2 ديسمبر 2004: رئيس بوردو متروبول.
- 27 أكتوبر 2006 - أبريل 2014: النائب الأول لرئيس بوردو متروبول.
- منذ أبريل 2014: رئيس بوردو متروبول.

المجلس الجهوي
- 23 مارس - 6 أبريل 1992: عضو المجلس الجهوي لإيل دو فرانس.

### مناصب برلمانية
؛ في الجمعية الوطنية
- 16 مارس 1986 - 2 أبريل 1986: نائب عن باريس.
- 13 يونيو 1988 - 1 أبريل 1993: نائب عن باريس.
- 2 أبريل 1993 - 1 مايو 1993: نائب عن باريس.
- 12 يونيو 1997 - 18 يونيو 2002: نائب عن الدائرة الثانية لجيروند.
- 19 يونيو 2002 - 1 ديسمبر 2004: نائب عن الدائرة الثانية لجيروند.

؛البرلمان الأوروبي
- 24 يوليو 1984 - 20 مارس 1986: نائب أوروبي.
- 25 يوليو 1989 - 15 أكتوبر 1989: نائب أوروبي.

### مناصب حكومية
- 20 مارس 1986 - 10 مايو 1988: وزير معتمد لدى وزير الاقتصاد والمالية والخوصصة مكلف بالميزانية. الناطق الرسمي باسم حكومة جاك شيراك الثانية.
- 20 مارس 1993 - 11 مايو 1995: وزير الخارجية في حكومة إدوار بالادور.
- 17 مايو 1995 - 2 يونيو 1997: رئيس وزراء فرنسا (أنظر حكومة ألان جوبية الأولى والحكومة الثانية).
- 18 مايو 2007 - 18 يونيو 2007: وزير دولة، وزير البيئة والتنمية والتخطيط المستدام في حكومة فرنسوا فيون الأولى.
- 14 نوفمبر 2010 - 27 فبراير 2011: وزير دولة، وزير الدفاع وقدامى المحاربين في حكومة فرنسوا فيون الثالثة.
- 27 فبراير 2011 - 10 مايو 2012: وزير دولة، وزير الشؤون الخارجية والأوروبية في حكومة فرنسوا فيون الثالثة.

### مناصب حزبية
- 1979: عضو اللجنة المزكرية لحزب تجمع من أجل الجمهورية (RPR).
- 1984 - 1986: أمين وطني لحزب RPR مكلف بالانتعاش الاقتصادي والاجتماعي.
- 1988 - 1995: الأمين العام لحزب RPR.
- 1994 - 1995: الرئيس المؤقت لحزب RPR.
- 1995 - 1997: رئيس حزب RPR.
- 2002 - 2004: رئيس حزب الاتحاد من أجل حركة شعبية (RPR سابقا).
- 2014: الرئيس التشاركي لحزب الاتحاد من أجل حركة شعبية إلى جانب فرنسوا فيون وجان بيار رافاران.

### مناصب أخرى
- منذ 2007: رئيس اللجنة العليا للرعاية في جامعة غلطة سراي (تركيا).
- 2014 - 2016: رئيس نادي المدن المستضيفة ليورو 2016.
- عضو معهد الآفاق الاقتصادية لحوض البحر الأبيض المتوسط (IPEMED).

## المؤلفات
- 1993: ألان جوبيه، La Tentation de Venise، باريس، إصدارات غراسي.
- 1996: ألان جوبيه، Entre nous، باريس، دار نشر NiL.
- 1999: ألان جوبيه، Montesquieu، باريس، دار نشر Perrin-Grasset.
- 2001: ألان جوبيه مع سيرج جولي، Entre quatre z'yeux، باريس، إصدارات غراسي.
- 2006: ألان جوبيه مع إيزابيل جوبيه، France, mon pays : lettres d'un voyageur، باريس، دار نشر Laffont.
- 2009: ألان جوبيه، Je ne mangerai plus de cerises en hiver، باريس، دار نشر Plon.
- 2010: ألان جوبيه مع ميشال روكار، La Politique, telle qu'elle meurt de ne pas être, un débat conduit par Bernard Guetta، باريس، دار نشر J.-C. Lattès.
- 2015: ألان جوبيه، Mes chemins pour l’école، باريس، دار نشر J.-C. Lattès.
- 2016: ألان جوبيه، Pour un État fort، باريس، دار نشر J.-C. Lattès.
- 2016: ألان جوبيه، De vous à moi، كتاب إلكتروني.

## الأوسمة والجوائز
- وسام جوقة الشرف (فرنسا) برتبة قائد عظيم في 2008 باعتباره رئيس وزراء قديم.
- وسام الاستحقاق الوطني (فرنسا) برتبة الصليب الأكبر في 1995 باعتباره رئيس وزراء.
- وسام برو ميريتو ميليتنسي (فرسان مالطة) برتبة الصليب الأكبر في 1995.
- وسام الصليب الجنوبي الوطني (البرازيل) برتبة الصليب الأكبر.
- وسام كيبك الوطني (كيبك) برتبة ضابط في 1996 «لتشجيعه على التبادلات الاقتصادية والتكنولوجية بين فرنسا وكيبك».
- الوسام الوطني (ساحل العاج) برتبة قائد عظيم في 2012.

## مقالات ذات صلة
- الجمهوريون (فرنسا)
- الاتحاد من أجل حركة شعبية

## روابط خارجية
- ألان جوبيه على موقع IMDb (الإنجليزية)
- ألان جوبيه على موقع الموسوعة البريطانية (الإنجليزية)
- ألان جوبيه على موقع مونزينجر (الألمانية)
- ألان جوبيه على موقع إن إن دي بي (الإنجليزية)
- ألان جوبيه على موقع قاعدة بيانات الفيلم (الإنجليزية)

- الموقع الرسمي لألان جوبيه.
- الرسمي لحملته الانتخابية للانتخابات الرئاسية 2017.